# Міжнародний аеропорт

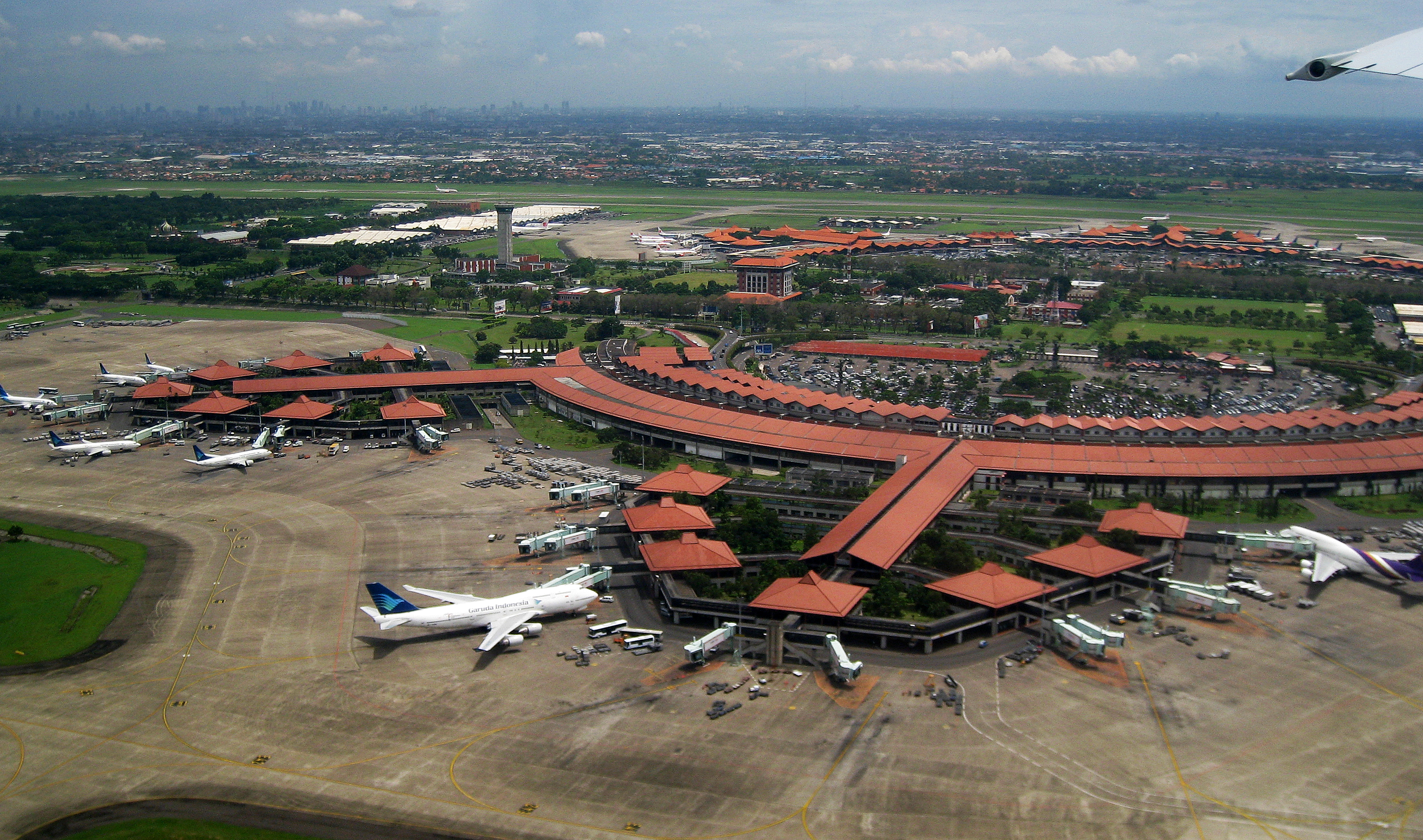
Міжнародний аеропорт Сукарно-Хатта, Джакарта (Індонезія). Є одним з найзавантаженіших аеропортів Азії та світу.

Міжнародний аеропорт — аеропорт, який здійснює міждержавні авіарейси. Має спеціально обладнані місця проходження митного та міграційного контролю.

## За країною
- Україна

Міжнародний аеропорт Бориспіль
Міжнародний аеропорт «Київ»
Міжнародний аеропорт «Харків»
Міжнародний аеропорт «Донецьк» імені Сергія Прокоф'єва
Дніпровський міжнародний аеропорт
Міжнародний аеропорт «Одеса»
Міжнародний аеропорт «Львів» імені Данила Галицького
Міжнародний аеропорт «Полтава»
Міжнародний аеропорт «Сімферополь»
Міжнародний аеропорт «Черкаси»
Міжнародний аеропорт «Чернівці»
Міжнародний аеропорт «Херсон»
Миколаївський міжнародний аеропорт
- Японія

приватні вузлові:
Міжнародний аеропорт Кансай (Осака)
Міжнародний аеропорт Наріта (Наріта)
Міжнародний аеропорт Тюбу (Токонаме)
державні вузлові:
Аеропорт Вакканай (Вакканай)
Аеропорт Каґосіма (Кірішіма)
Аеропорт Кіта-Кюсю (Кіта-Кюсю)
Аеропорт Коті (Нанкоку)
Аеропорт Кумамото (Масікі)
Аеропорт Кусіро (Кусіро)
Аеропорт Мацуяма (Мацуяма)
Аеропорт Міядзакі (Міядзакі)
Аеропорт Наґасакі (Омура)
Аеропорт Наха (Наха)
Аеропорт Ніїґата (Ніїґата)
Аеропорт Ойта (Кунісакі
Аеропорт Такамацу (Такамацу)
Аеропорт Хакодате (Хакодате)
Аеропорт Хіросіма (Міхара)
Аеропорт Фукуока (Фукуока)
Міжнародний аеропорт Осака (Ітамі)
Міжнародний аеропорт Токіо (Ота, Токіо)
Новий аеропорт Тітосе (Тітосе)
особливі регіональні вузлові:
Аеропорт Акіта (Акіта)
Аеропорт Асахікава (Асахікава)

- Філіппіни

Міжнародний аеропорт Мактан-Себу